# 長谷車站 (神奈川縣)
長谷車站（日语：／ Hase eki */?）是一由江之島電鐵所經營的鐵路車站，位於日本神奈川縣鎌倉市境內，是江之島電鐵線沿線的車站。由於附近有包括長谷寺與高德院（鎌倉大佛所在地）等知名寺院古剎，因此利用長谷車站進出的交通人次有絕大部分是非通勤的觀光旅客，車站的吞吐量也居江之電沿線諸站前茅。
平常皆有站員駐守的長谷車站是東京首都圈之內少見站內設有平交道的車站，欲往來兩側月台的乘客也需利用平交道直接穿越軌道，因此為了安全顧慮車站會派遣安全人員負責指揮行人穿越的秩序。

## 車站結構
對向式月台2面2線的地面車站，設有站員常駐。

### 月台配置
| 月台 | 路線         | 方向 | 目的地           |
| ---- | ------------ | ---- | ---------------- |
| 1    | 江之島電鐵線 | 上行 | 江之島、藤澤方向 |
| 2    | 江之島電鐵線 | 下行 | 鎌倉方向         |

## 使用情況
2018年度1日平均上下車人次為10,136人，是江之島電鐵全部15個車站中排行第4位。
近年推移如下表。
| 年度               | 1日平均 上下車人次 | 1日平均 上車人次 | 來源     |
| ------------------ | ------------------ | ---------------- | -------- |
| 1995年（平成07年） |                    | 3,291            | [ * 1 ]  |
| 1998年（平成10年） |                    | 2,994            | [ * 2 ]  |
| 1999年（平成11年） |                    | 2,966            | [ * 3 ]  |
| 2000年（平成12年） |                    | 2,990            | [ * 3 ]  |
| 2001年（平成13年） |                    | 3,074            | [ * 4 ]  |
| 2002年（平成14年） |                    | 3,022            | [ * 5 ]  |
| 2003年（平成15年） |                    | 3,152            | [ * 6 ]  |
| 2004年（平成16年） |                    | 3,184            | [ * 7 ]  |
| 2005年（平成17年） |                    | 3,275            | [ * 8 ]  |
| 2006年（平成18年） |                    | 3,374            | [ * 9 ]  |
| 2007年（平成19年） |                    | 2,790            | [ * 10 ] |
| 2008年（平成20年） | 8,268              | 3,290            | [ * 11 ] |
| 2009年（平成21年） |                    | 4,942            | [ * 12 ] |
| 2010年（平成22年） |                    | 3,412            | [ * 13 ] |
| 2011年（平成23年） | 7,761              | 3,951            | [ * 14 ] |
| 2012年（平成24年） | 9,834              | 4,848            | [ * 15 ] |
| 2013年（平成25年） | 10,030             | 5,202            | [ * 16 ] |
| 2014年（平成26年） | 10,640             | 5,528            | [ * 17 ] |
| 2015年（平成27年） | 11,015             | 5,734            | [ * 18 ] |
| 2016年（平成28年） | 11,329             | 5,906            | [ * 19 ] |
| 2017年（平成29年） | 10,248             | 5,449            |          |
| 2018年（平成30年） | 10,136             |                  |          |

## 歷史
- 1907年（明治40年）8月16日 - 啟用。
- 1985年（昭和60年） - 站舍改成現在的樣子。以前的站舍位於1號月台側。
- 2006年（平成18年）10月 - 新設對應交通IC卡的閘機。
- 2015年（平成27年）9月 - 更新閘機，由最新型號GX8形取代。

## 相鄰車站
江之島電鐵
 江之島電鐵線
極樂寺（EN11）－長谷（EN12）－由比濱（EN13）

## 外部連結
- 長谷站 （页面存档备份，存于） - 江之島電鐵

35°18′40.7″N 139°32′9.7″E / 35.311306°N 139.536028°E